# Man nennt es Amore
Man nennt es Amore ist ein 1961 in Italien entstandener, deutsch-italienischer Spielfilm von Rolf Thiele mit dem Altstar Attila Hörbiger, der hiermit seine regelmäßige Kinofilmtätigkeit beendete, in der Hauptrolle.

## Handlung
Regisseur Thiele wählte als inszenatorisches Konstrukt eine ganz besondere, stilistische Form; die der bildlich-allegorischen Gestaltung, die von Gedichtzitaten bestimmt wird. Im Zentrum des Geschehens steht der alternde, sich dem übermäßigen Alkoholkonsum ergebende, antike Verse rezitierende Dichter Albert, der sich nach der sehr viel jüngeren Fanny verzehrt. Sie erscheint als Nereide und redet ihrer eigenen Vereinsamung das Wort. Sie, die zu weinen verlernt hat, erlernt es erst im Moment der unerfüllten Sexualität. „Du weinst wie ein richtiger Mensch. Was für eine Hoffnung für dich!“ quittiert der Poet ihre Reaktion. Bald kommt es zu einem handfesten Skandal. Zeitgleich versucht Elise, die Ehefrau des Schriftstellers, sich den jungen Beau Fabrizio zu angeln, der allerdings kein Interesse an ihr zeigt. So scheitern letztlich beide Eheleute in ihrem Versuch, unter südlicher Sonne im Touristenparadies Libertinage und freie Sexualität als Allheilmittel einer promisken und hedonistischen Welt einzufordern. Am Ende herrscht allerorten Melancholie und Ernüchterung.

## Produktionsnotizen
Man nennt es Amore entstand im März und April 1961 an verschiedenen Orten in Italien (u. a. Taormina, Agrigentum, Syrakus, Rapallo, Mazzaro und Rom) und wurde am 23. Juni 1961 im Frankfurter Zeil-Kino uraufgeführt.

## Kritiken
„Thiele und sein Ko-Autor Gregor von Rezzori strebten … Höheres an als nur eine kritische Darstellung erotischer Auswüchse. ‚Man nennt es Amore‘ sollte Thieles frühere Werke ‚Das Mädchen Rosemarie‘ und ‚Labyrinth‘ zu einer Trilogie abrunden. Dem Regisseur schwebte nichts Geringeres vor, als ‚die Auflösungstendenzen unserer abendländischen Gesellschaft zu dokumentieren‘. Vor römischen Säulentorsos und zum Klange altertumsseliger Goethe-Verse sollten ‚zwei Dinge ihre Bankrott-Erklärung abgeben: die Poesie und die Sexualität‘. Die bankrotte Poesie verkörpert Attila Hörbiger als Dichter, den Autor Rezzori außer Äschylos-Zitaten selbstverfertigte freie Verse in modischem Bildungs-Jargon sprechen läßt (…) Die blonden Italien-Touristinnen sollen die bankrotte Sexualität versinnbildlichen, ‚die moderne Libertinage mit ihrem Gefolge der Langeweile, der Brutalität und der Schwermut‘ (Thiele).“

„Am Anfang hatten Regisseur Rolf Thiele (‚Das Mädchen Rosemarie‘, ‚Der liebe Augustin‘) und Mitautor Gregor von Rezzori nur die Liebesgeschichte im Sinn. Geblieben ist davon ein Klischee-Monument, das literarische Arabesken umranken. Verhärteter Teenager lernt die Liebe und den Schmerz kennen: das hat man hundertmal gesehen, und die Moral: ‚Du weinst – was für eine Hoffnung für dich!‘ klingt auch nicht eben neu. Aber der Teenager ist kein gewöhnlicher, sondern eine ‚Nereide‘ – sie erscheint einem Dichter, als sei sie dem Meere entstiegen, und dieser Dichter schüttelt Poeme aus dem Ärmel, an denen Rezzori mehr als zehn Minuten gebastelt haben dürfte. (…) Mit der Liebesgeschichte wenig plausibel verbunden ist das Feuilleton über die sexuelle Promiskuität in südlichen Touristen-Paradiesen. Man sieht nicht recht ein, was den renommierten Dichter treibt, just in einem überlaufenen Modeort Ferien zu machen – in diesen Kreisen kennt und schätzt man noch die unentdeckten Winkel. Aber für sich genommen sind diese Sequenzen recht witzig. Die rhythmische Montage verleiht ihnen Schwung, die Details sind treffend beobachtet, und die Musik des Resnais- und Antonioni-Komponisten Giovanni Fusco läßt hinter dem Betrieb die Melancholie aufscheinen. Einige feine Effekte gibt die kontrastierende Kommentierung der aktuellen Bilder durch Zitate aus den ‚Römischen Elegien‘ ab.“

„Der Versuch, in absonderlichen Bildallegorien der klassischen Bildungsreise über die Alpen das erotische Getümmel am Ferienstrand zu Beginn der 60er Jahre entgegenzusetzen – nordische Meernymphen, südländische Bikini-Mädchen, deutsche Touristinnen und italienische Jünglinge verstricken sich in dunkel bleibende Liebeshändel. Dazu zitiert der Kommentar Verse von Goethe und Aischylos. Eine ungenießbar prätentiöse Mischung aus Primanerscherz und Altherrenfantasie.“